# Cat People (Putting Out Fire)
«Cat People (Putting Out Fire)» — песня британского музыканта Дэвида Боуи, записанная в 1981 году. Боуи и композитор Джорджо Мородер первоначально создали её в качестве саундтрека для фильма «Люди-кошки» режиссёра Пола Шредера, затем Боуи включил её в свой студийный альбом Let’s Dance.
В марте 1982 года вышел сингл, который достиг 26-й позиции в чартах Великобритании и 13-го места в национальном хит-параде Канады. В декабре 1982 года Боуи перезаписал песню для альбома Let’s Dance, который вышел в следующем году.
Режиссёр Квентин Тарантино использовал песню в своём фильме «Бесславные ублюдки» (2009). Тарантино говорил, что ему всегда нравилась эта песня, но он был огорчён тем, что Шредер поставил её лишь в финале фильма. По его словам, когда вышли «Люди-кошки», он подумал, что на месте Шредера выстроил бы вокруг песни 20-минутную сцену.